# Ansgar Ohly
Ansgar Ohly (* 26. Dezember 1965 in Hilden) ist ein deutscher Rechtswissenschaftler. Seit Oktober 2012 ist er Inhaber des Lehrstuhls für Bürgerliches Recht, Recht des Geistigen Eigentums und Wettbewerbsrecht an der Ludwig-Maximilians-Universität München.

## Leben
Nach dem Abitur am Städtischen Gymnasium Olpe studierte Ansgar Ohly Rechtswissenschaften an den Universitäten Bonn und Cambridge (Trinity Hall), bevor er 1995 unter Friedrich-Karl Beier in München mit der Dissertation Richterrecht und Generalklausel im Recht des unlauteren Wettbewerbs promoviert. Im Anschluss war er wissenschaftlicher Referent am Max-Planck-Institut für Geistiges Eigentum, Wettbewerbs- und Steuerrecht in München. 2001 habilitierte sich Ansgar Ohly an der Ludwig-Maximilians-Universität München als Schüler von Gerhard Schricker.
Von 2001 bis 2012 hatte er den Lehrstuhl Bürgerliches Recht, Deutsches und Europäisches Wirtschaftsrecht, insbes. Patent-, Urheber- und Wettbewerbsrecht an der Universität Bayreuth inne. Im November 2003 war Ansgar Ohly einer der Vertreter der Bundesrepublik Deutschland in der mündlichen Verhandlung des Falles Caroline von Hannover gegen Deutschland vor dem Europäischen Gerichtshof für Menschenrechte. Zuletzt war er Sprecher des DFG-Graduiertenkollegs „Geistiges Eigentum und Gemeinfreiheit“ an der Universität Bayreuth. Zum Wintersemester 2012 nahm er einen Ruf an die LMU München an.
Im Oktober 2009 wurde er zum Visiting Professor an der Universität Oxford ernannt. Seit 2014 ist er zudem Visiting Senior Member des St. Peter’s College, Oxford. 2015 wurde er zum Honorary Bencher des Middle Temple in London ernannt.
Die Forschungsgebiete Ohlys umfassen Grundlagenfragen und die verschiedenen Teilgebiete des Immaterialgüterrechts, des Lauterkeitsrechts und der Persönlichkeitsrechte.

## Privat
Ansgar Ohly ist Sohn der früheren Bürgermeisterin der Stadt Olpe, Wilma Ohly.

## Schriften
- Richterrecht und Generalklausel im Recht des unlauteren Wettbewerbs – ein Methodenvergleich des englischen und des deutschen Rechts,  Carl Heymanns, Köln 1997.
- „Volenti non fit iniuria“ – die Einwilligung im Privatrecht, Mohr Siebeck, Tübingen 2002, ISBN 3161477936
- UWG (mit Olaf Sosnitza), 6. Auflage des von Helmut Köhler und Henning Piper begründeten Kommentars, C.H. Beck, München 2014.
- „Patenttrolle“ oder: Der patentrechtliche Unterlassungsanspruch unter Verhältnismäßigkeitsvorbehalt? Aktuelle Entwicklungen im US-Patentrecht und ihre Bedeutung für das deutsche und europäische Patentsystem, in: Gewerblicher Rechtsschutz und Urheberrecht, Internationaler Teil (GRUR Int), 2008, S. 787–798,
- Geistiges Eigentum?, in: JuristenZeitung (JZ), 2003, S. 545–554.
- Designschutz im Spannungsfeld von Geschmacksmuster-, Kennzeichen- und Lauterkeitsrecht, in: Gewerblicher Rechtsschutz und Urheberrecht (GRUR), 2007, S. 731–740.
- Urheberrecht in der digitalen Welt – Brauchen wir neue Regelungen zum Urheberrecht und dessen Durchsetzung?, Gutachten F zum 70. Deutschen Juristentag, C.H. Beck, München 2014.